# 高根町 (船橋市)
高根町（たかねちょう）は千葉県船橋市の町名。郵便番号274-0817。

## 地理
船橋市の地理的中央部・内陸部に位置する。北で金杉、北東で緑台、東で新高根、南東で芝山、南で飯山満町・米ケ崎町、南西で夏見、西で夏見町、北西で金杉町に隣接する。

### 河川
- 高根川

## 歴史
船橋市内には他にも「新高根」「高根台」という地名がある。今でこそ両町は高根町からは隔っているが、高根台団地が造成された1961年（昭和36年）の時点では、高根町の町域は新京成電鉄新京成線（現:京成松戸線）の線路を跨ぐほど広大であった。
住居表示の実施により、高根町から以下の街区がそれぞれ分離されて、現在に至る。
- 1973年（昭和48年）2月1日…緑台一・二丁目
- 1973年（昭和48年）3月1日…高根台一・七丁目[4]
- 1975年（昭和50年）12月1日…芝山二丁目[5]
- 1979年（昭和54年）2月…新高根一〜六丁目

### 地名の由来
江戸時代の高根村に由来する。標高の高い土地であることを示す「高嶺」が「高根」となった。

## 世帯数と人口
2017年（平成29年）11月1日現在の世帯数と人口は以下の通りである。
| 町丁   | 世帯数  | 人口    |
| ------ | ------- | ------- |
| 高根町 | 545世帯 | 1,519人 |

## 小・中学校の学区
市立小・中学校に通う場合、学区は以下の通りとなる
| 番地 | 小学校             | 中学校             |
| ---- | ------------------ | ------------------ |
| 全域 | 船橋市立高根小学校 | 船橋市立高根中学校 |

## 施設
- 船橋市立高根小学校
- ペガサス乗馬クラブ
- 高根寺
- 観行院
- 神明神社
- 秋葉神社

## 出身人物
- 藤城啓（第5代八栄村村長）
- 斎藤春次（八栄村村長)